# ŰrDongó (film)
Az ŰrDongó egy 2018-ban bemutatott amerikai sci-fi kalandfilm Hailee Steinfeld és John Cena főszereplésével. A korábbi Transformers filmekkel ellentétben a rendező Michael Bay helyett Travis Knight. A film a korábbi filmekben is szereplő Űrdongó  nevű autobot saját, önálló filmje, mely az 1980-as években játszódik, mintegy 20 évvel a legelső Transformers film előtt.

## Cselekmény
A háború sújtotta Kibertron bolygón a gonosz álcák állnak nyerésre, ezért az autobotok vezetője, Optimusz fővezér az egyik katonáját a Föld bolygóra menekíti, hogy biztonságban legyen. Két álca megy a nyomába, hogy végezzenek vele. Űrdongó a Földön megismerkedik egy lánnyal, akivel összefogva megpróbálja megvédeni önmagát és a Föld bolygót is.

## Szereplők

### Emberek
- Charlie Watson – Hailee Steinfeld (Rudolf Szonja)
- Jack Burns – John Cena (Bognár Tamás)
- Memo – Jorge Lendeborg Jr. (Csiby Gergely)
- Dr. Powell – John Ortiz (Görög László)
- Otis Watson – Jason Drucker (Sándor Barnabás)
- Sally Watson – Pamela Adlon (Murányi Tünde)
- Ron – Stephen Schneider (Zöld Csaba)
- Whalen tábornok – Glynn Turman (Papp János)
- Hank bácsi – Len Cariou (Benkő Péter)
- Tripp Summers – Ricardo Hoyos (Gacsal Ádám)
- Tina – Gracie Dzienny (Czető Zsanett)
- Lock Sheriff – Fred Dryer (Csuha Lajos)
- Ray – Lenny Jacobson (Turi Bálint)
- Amber – Megyn Price (Madarász Éva)
- Seymour Simmons – Nick Pilla (Szalay Bence)
- Danny – Edwin Hodge (Csőre Gábor)
- Charlie apja – Tim Martin Gleason (Pál Tamás)
- Craig – Kollin Holtz (Karácsonyi Zoltán)

### Autobotok
- B-127 / Bumblebee (Űrdongó) – Dylan O’Brien (Bácskai János)
- Optimus Prime (Optimusz fővezér) – Peter Cullen (Szélyes Imre)
- Arcee (Arszi) – Grey Griffin (Ligeti Kovács Judit)
- Wheeljack (Kormányos Jack) – Steve Blum (Holl Nándor)
- Cliffjumper (Sziklaugró) – Andrew Morgado (Magyar Bálint)
- Brawn (Izmos) – Kirk Baily (Albert Péter)
- Ratchet (Racsni) – Dennis Singletary (Papucsek Vilmos)
- Ironhide (Acélfej)

### Álcák
- Shatter – Angela Bassett (Bertalan Ágnes)
- Dropkick – Justin Theroux (Fábián István)
- Blitzwing (Villámszárny) – David Sobolov (Komzsik János)
- Shockwave (Sokkoló) – Jon Bailey (Horváth-Töreki Gergely)
- Soundwave (Fülelő) – Jon Bailey (Papucsek Vilmos)
- Ravage (Romboló)
- Starscream (Üstökös)
- Thundercracker (Villámcsapás)
- Skywarp (Égretörő)
- Thrust (Löket)
- Decepticon Soldier (Álca Katona) – Kirk Baily (Albert Gábor)

## Magyar változat
A szinkront a Mafilm Audio Kft. készítette. Forgalmazza a UIP-Duna Film.
- Magyar szöveg: Speier Dávid
- Hangmérnök: Jacsó Bence
- Rendezőasszisztens és vágó: Kajdácsi Brigitta
- Gyártásvezető: Kablay Luca
- Szinkronrendező: Tabák Kata
- Felolvasó: Bozai József
- További magyar hangok: Bordás János, Csuha Bori, Farkas Zita, Fáncsik Roland, Fehér Péter, Hám Bertalan, Kapácsy Miklós, Kardos Eszter, Kis-Kovács Luca, Kisfalusi Lehel, Lipcsey-Colini Borbála, Megyes Melinda, Mohácsi Nóra, Pál Tamás, Pásztor Tibor, Renácz Zoltán, Ruszkai Szonja, Sarádi Zsolt, Suhajda Dániel, Törtei Tünde

## Kritikai fogadtatás
A film meglepően jól nyitott, a korábbi Transformers részek lassú, de folyamatos minőségi csökkenése után az új részt a filmkritikusok pozitívan fogadták. A Rotten Tomatoes kritikai oldalon az értékelése december 12-én 28 értékelés alapján 96%-ban pozitív volt.